# Sagola
Sagola (лат.) — род хищных коротконадкрылых жуков трибы Faronini из подсемейства ощупники (Pselaphinae). Около 140 видов.

## Распространение
Австралия (9 видов), Новая Зеландия (около 130 видов).

## Описание
Мелкие коротконадкрылые жуки—ощупники (Pselaphinae). Длина тела 1—4 мм. Основная окраска коричневая (с жёлтоватым оттенком на надкрыльях и ногах). Усики без явной булавы, но апикально членики жгутика слега увеличиваются. Брюшко обычно с самым длинным 3 (VI)-м видимым тергитом, иногда 4 (VII)-й тергит почти равен ему по длине; IV—VI абдоминальные вентриты с базолатеральными ямками. Голова округлая с фронтальной ямкой. Метавентрит с латеральной метастернальной ямкой. Обитают в подстилочном слое, в опавшей листве или на гнилой древесине. Некоторые виды (например, Sagola parva , Sagola pulchra) обнаруживаются с муравьями.
Род был впервые описан в 1874 году энтомологом Д. Шарпом. Валидный статус был подтверждён в 2001 году в ходе мировой ревизии Дональдом Чендлером (University of New Hampshire, Durham, Нью-Гэмпшир, США).

## Систематика
Род Sagola Sharp, 1874 включает около 140 видов, отнесён к трибе Faronini (надтриба Faronitae Reitter, 1882) из подсемейства Pselaphinae вместе с родом Logasa Chandler, 2001и другими таксонами.
- Sagola angulifera Broun, 1911 — Новая Зеландия
- Sagola anisarthra Broun, 1893 — Новая Зеландия
- Sagola arboricola Broun, 1921 — Новая Зеландия
- Sagola auripila Broun, 1911 — Новая Зеландия
- Sagola australiae Lea, 1912 — Австралия
- Sagola bifida Broun, 1915 — Новая Зеландия
- Sagola bipunctata Broun, 1886 — Новая Зеландия
- Sagola brevipennis Oke, 1925 — Австралия
- Sagola filixicola Oke, 1928 — Австралия
- Sagola formicicola Oke, 1925 — Австралия
- Sagola foveicornis Oke, 1932 — Австралия
- Sagola helenae Oke, 1925 — Австралия
- Sagola rugicornis Oke, 1932 — Австралия
- Sagola tasmaniae Lea, 1911 — Австралия
- Sagola tenebrica Broun, 1921 — Новая Зеландия
- Sagola terricola Broun, 1886 — Новая Зеландия
- Sagola triregia Théry & Leschen, 2013 — Новая Зеландия
- Sagola valida Broun, 1921 — Новая Зеландия
- Другие виды